# Jeff O'Neill
Pour les articles homonymes, voir O'Neill.
Jeff O'Neill (né le 23 février 1976 à Richmond Hill en Ontario au Canada) est un joueur professionnel de hockey sur glace. 

## Carrière
Il commence sa carrière avec le Storm de Guelph de la ligue junior de la Ligue de hockey de l'Ontario en 1992-1993. Dès sa première saison, il inscrit 79 points en 65 matchs et remporte le trophée Jack-Ferguson de la meilleure recrue de l'année.
Choisi en 1994 en tant que cinquième joueur du repêchage d'entrée dans la Ligue nationale de hockey par les Whalers de Hartford, il joue trois saisons au total dans la LHO avant de faire ses débuts avec la franchise de la LNH. En 1995, il a l'honneur d'être sélectionné dans la première équipe type de la saison. Il joue également cette année-là son unique sélection avec l'équipe du Canada. Il participe ainsi au championnat du monde junior de 1995 et auteur de six points en sept matchs, il remporte la médaille d'or.
Entre 1995 et 2004, il va rester fidèle à la franchise, franchise qui déménage depuis Hartford pour aller en Caroline du Nord en 1997. Il fait partie de l'équipe des Hurricanes de la Caroline qui accède à la finale de la Coupe Stanley en 2002, finale perdue contre les Red Wings de Détroit. À titre personnel, il est sélectionné pour le 53e (2003) Match des étoiles de la LNH.
Il demande à être transféré aux Maple Leafs de Toronto après avoir décroché la première places de Hurricanes au niveau des points, totalisant 359 points premier pointeur devant Ron Francis et ses 352 points. Aux Maple Leafs, il rejoint son ancien entraîneur des Hurricanes, Paul Maurice, mais ne connaîtra toujours pas le succès avec l'équipe et il devient agent libre au début de la saison 2007-2008 sans avoir retrouvé d'équipe.

## Statistiques
| Saison     | Équipe                    | Ligue      |     | Saison régulière | Saison régulière | Saison régulière | Saison régulière | Saison régulière |   | Séries éliminatoires | Séries éliminatoires | Séries éliminatoires | Séries éliminatoires | Séries éliminatoires |
| Saison     | Équipe                    | Ligue      | PJ  | B                | A                | Pts              | Pun              | PJ               | B | A                    | Pts                  | Pun                  |                      |                      |
| 1992-1993  | Storm de Guelph           | LHO        | 65  | 32               | 47               | 79               | 88               | 5                | 2 | 2                    | 4                    | 6                    |                      |                      |
| 1993-1994  | Storm de Guelph           | LHO        | 66  | 45               | 81               | 126              | 95               | 9                | 2 | 11                   | 13                   | 31                   |                      |                      |
| 1994-1995  | Storm de Guelph           | LHO        | 57  | 43               | 81               | 124              | 56               | 14               | 8 | 18                   | 26                   | 34                   |                      |                      |
| 1995-1996  | Whalers de Hartford       | LNH        | 65  | 8                | 19               | 27               | 40               |                  |   |                      |                      |                      |                      |                      |
| 1996-1997  | Falcons de Springfield    | LAH        | 1   | 0                | 0                | 0                | 0                |                  |   |                      |                      |                      |                      |                      |
| 1996-1997  | Whalers de Hartford       | LNH        | 72  | 14               | 16               | 30               | 40               |                  |   |                      |                      |                      |                      |                      |
| 1997-1998  | Hurricanes de la Caroline | LNH        | 74  | 19               | 20               | 39               | 67               |                  |   |                      |                      |                      |                      |                      |
| 1998-1999  | Hurricanes de la Caroline | LNH        | 75  | 16               | 15               | 31               | 66               | 6                | 0 | 1                    | 1                    | 0                    |                      |                      |
| 1999-2000  | Hurricanes de la Caroline | LNH        | 80  | 25               | 38               | 63               | 72               |                  |   |                      |                      |                      |                      |                      |
| 2000-2001  | Hurricanes de la Caroline | LNH        | 82  | 41               | 26               | 67               | 106              | 6                | 1 | 2                    | 3                    | 10                   |                      |                      |
| 2001-2002  | Hurricanes de la Caroline | LNH        | 76  | 31               | 33               | 64               | 63               | 22               | 8 | 5                    | 13                   | 27                   |                      |                      |
| 2002-2003  | Hurricanes de la Caroline | LNH        | 82  | 30               | 31               | 61               | 38               |                  |   |                      |                      |                      |                      |                      |
| 2003-2004  | Hurricanes de la Caroline | LNH        | 67  | 14               | 20               | 34               | 60               |                  |   |                      |                      |                      |                      |                      |
| 2005-2006  | Maple Leafs de Toronto    | LNH        | 74  | 19               | 19               | 38               | 64               |                  |   |                      |                      |                      |                      |                      |
| 2006-2007  | Maple Leafs de Toronto    | LNH        | 74  | 20               | 22               | 42               | 54               |                  |   |                      |                      |                      |                      |                      |
| Totaux LNH | Totaux LNH                | Totaux LNH | 821 | 237              | 259              | 496              | 670              | 34               | 9 | 8                    | 17                   | 37                   |                      |                      |